# Замошье (Лавровская волость)
Замошье — деревня в Печорском районе Псковской области России. Входит в состав сельского поселения «Лавровская волость».
Расположена на юго-востоке волости, в 11 км к востоку от волостного центра, деревни Лавры и в 43 км к югу от райцентра, города Печоры.

## Население
Численность населения деревни по оценке на конец 2000 года составляла 39 жителей.
| 2001 | 2002 | 2010 |
| ---- | ---- | ---- |
| 39   | ↘36  | ↘31  |